# ユー・アイ・ラブ
『ユー・アイ・ラブ』（ロシア語: Я люблю Тебя, 英: You I Love）は、2004年のロシアのコメディ映画。
日本では、2006年7月16日に第15回東京国際レズビアン&ゲイ映画祭にて初上映された。また、2006年7月22日に第2回関西QueerFilmFestivalにて上映された。

## キャスト
- ティム
- ウルンジ
- ヴェラ：リュドヴ・トルカリーナ